# Demonax ordinatus
Demonax ordinatus là một loài bọ cánh cứng trong họ Cerambycidae.